# 大巴 (加利福尼亞州卡拉韋拉斯縣)
大巴（英語：Big Bar）是位於美國加利福尼亞州卡拉韋拉斯縣的一個非建制地區。該地的面積和人口皆未知。

## 地理
大巴的座標為38°18′43″N 120°43′12″W / 38.31194°N 120.72000°W，而該地的平均海拔高度為192米（即630英尺）。